# Abraham Tolentino
Abraham "Bambol" Tolentino (Tagaytay, 23 februari 1964) is een Filipijns politicus en sportbestuurder.

## Biografie
Abraham Tolentino werd geboren op 23 februari 1964 in Tagaytay, een stad in de provincie Cavite. Hij is de tweede zoon van advocaat en voormalig burgemeester Isaac Tolentino. Zijn oudere broer Francis Tolentino is ook politicus. Na zijn middelbare schoolopleiding op St. Anthony School in Manilla voltooide Abraham Tolentino een Bachelor opleiding Commerciele Economie aan San Beda College en een Master Fiscale Studie aan het Lyceum of the Philippines.
Tolentino was van 1998 tot 2004 stadraadslid van Tagaytay. Bij de verkiezingen van 2004 werd hij gekozen tot burgemeester van de stad. Nadat hij in 2007 en 2010 was herkozen werd Tolentino bij de verkiezingen van 2013 namens het 7e kiesdistrict van Cavite werd gekozen in het Filipijns Huis van Afgevaardigden. In 2016 werd hij herkozen. Drie jaar later won hij een zetel namens het 8e kiesdistrict van Cavite. In 2022 werd hij weer gekozen tot burgemeester van Tagaytay.
Tolentino is naast zijn politieke carrière ook actief als sportbestuurder. in 2019 was hij sportief directeur van de Zuidoost-Aziatische Spelen in Manilla. Deze editie werd een groot succes voor de Filipijnen met 387 medailles, waaronder 147 gouden. In november 2020 werd Tolentino gekozen tot voorzitter van het Filipijns Olympisch Comité. Bij zijn eerste Olympische Spelen in Tokio in 2021 behaalde de Filipijns equipe vier medailles, waaronder een historische gouden medaille voor gewichthefster Hidilyn Diaz. Dit was de eerste gouden medaille voor de Filipijnen ooit in de Olympische geschiedenis. Naast zijn functie als voorzitter van het Olympisch Comite is Tolentino sinds 2016 ook president van de Wielerbond van de Filipijnen (PhilCycling).
Tolentino is getrouwd met Agnes Delgado en kreeg met haar drie kinderen. Hun oudste dochter Aniela Bianca Tolentino werd in 1922 gekozen tot afgevaardigde van het 8e kiesdistrict van Cavite. Hun tweede dochter Athena Bryana Tolentino werd in 1922 gekozen tot vicegouverneur van de provincie Cavite.